# Priscilla Hannah Peckover

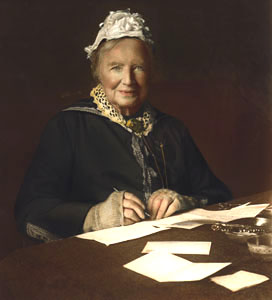
Priscilla Hannah Peckover (Datum unbekannt)

Priscilla Hannah Peckover (* 27. Oktober 1833 in Wisbech, Norfolk, England; † 8. September 1931 ebenda) war eine britische Friedensaktivistin.

## Leben

### Anfänge
Peckover wurde 1833 in Wisbech in eine Quäkerfamilie hineingeboren, die durch Bankgeschäfte zu einem gewissen Wohlstand gekommen war. Ihre Eltern waren Algernon und Priscilla Peckover, die neben Priscilla Hannah sieben weitere Kinder hatten. Zu ihren Geschwistern gehörte unter anderem ihr älterer Bruder Alexander, der spätere 1. Baron Peckover. Zunächst erhielt sie eine private Bildung und ging kurz auf eine Schule in Brighton. Ab 1862 half sie hauptsächlich dem kurz zuvor Witwer gewordenen Alexander bei der Erziehung seiner Kinder. Die beiden Geschwister lebten zumindest zeitweise zusammen im sogenannten Bank House in Wisbech (siehe auch Peckover House and Garden). Von ihren Eltern gläubig erzogen, engagierte sie sich schon als junge Frau für Alkoholprohibition und Abolitionismus. Sie verfolgte dabei eine evangelikale Auslegung des Glaubens.

### Friedensaktivismus
Inspiriert durch Elihu Burritt, widmete sie sich ab den 1870ern fast ausschließlich der Friedensbewegung. Ihr Pazifismus gründete sich ebenfalls auf ihren religiösen Überzeugen. Selbst einem Verteidigungskrieg stand sie ablehnend gegenüber, auch stand sie in Opposition zu Kolonialverbrechen der Briten, besonders im Zweiten Burenkrieg. Fest überzeugt war sie von dem Gedanken, dass es die Pflicht jedes Menschen sei, sich öffentlich gegen das Prinzip eines Krieges auszusprechen. 1879 gründete sie in Wisbech eine lokale Friedensgruppe, die sogenannte Wisbech (Local) Peace Association, die in ihrer Hochphase 6.500 Mitglieder anziehen konnte. Basierend auf dem christlichen Glauben ihrer Mitglieder, setzte sich die Organisation für Abrüstung und Schiedsgerichtsverfahren ein. Dafür veröffentlichte man unter anderem verschiedene kleine Texte und Geschichten und kooperierte auch mit ähnlichen Vereinigungen in anderen Ländern zusammen. Die Gruppe gehörte damals zu den bedeutendsten Organisationen ihrer Art im gesamten Vereinigten Königreich. Peckover selbst engagierte sich ebenfalls in anderen britischen Friedensgruppen, war aber besonders für die Wisbech Peace Association die maßgeblichen Führungsfigur. Inspiriert von Peckovers Ansatz gründeten sich weltweit verschiedene Ableger sogenannter Local Peace Associations, das Wisbecher Original blieb aber das bedeutendste.
Regelmäßig ging Peckover selbst auf Reisen, um verschiedene Friedenskongresse zu besuchen. Dabei arbeitete sie auch mit internationalen Organisationen wie dem Bureau International Permanent de la Paix und der International Arbitration and Peace Association zusammen. Besonders die 1880er und 1890er widmete Peckover dieser internationalen Kooperation, danach ließ sie es durch eine um die Jahrhundertwende einsetzende Rheumaerkrankung zumindest in Sachen Reisen ruhiger angehen. Von 1882 bis 1931 gab sie ihre eigene Zeitung Peace and Goodwill: A sequel to the Olive Leaf heraus. Zunächst als Medium der WLPA gedacht, fungierte das Journal als Publikation aller Zweige der LPA und als Medium für die Ideen von Peckover selbst. Daneben übersetzte sie auch Schriften anderer Autoren ins Englische. Prinzipiell interessierte sie sich auch für Linguistik und finanzierte gemeinsam mit ihrer Schwester Algerina Peckover eine Übersetzung der Bibel ins Esperanto. Die Plansprache sah sie als eine Möglichkeit, den Frieden in Europa zu stärken. Ihre Aktivitäten finanzierte sie weitgehend aus eigener Tasche und unterstützte finanziell auch noch andere Friedensgruppen, unter anderem in Skandinavien.
Insgesamt fünfmal war Peckover zwischen 1903 und 1913 für den Friedensnobelpreis nominiert, stets unter Bezugnahme auf ihr Engagement in der Friedensbewegung. 1903 schlug sie der Friedensaktivist William Evans Darby vor, der von Peckover gefördert worden war und über sie auch eine Biografie verfasst hatte, 1905 Arthur Brand, britischer Politiker und Abgeordneter für Wisbech im House of Commons. 1911 wurde sie zusammen mit dem Maler und Friedensaktivisten Felix Moscheles von J. Fred Green, einem Mitglied der Kommission des Bureau International Permanent de la Paix, nominiert. 1913 wurde sie schließlich zweimal vorgeschlagen, zum einen vom britischen Politiker Neil Primrose, ein Nachfolger Arthur Brands als Parlamentsabgeordneter für Wisbech, zum anderen von Joseph Gundry Alexander, der Peckover und Adolf Richter zusammen vorschlug.
1905 und 1913 stand Peckover in der engeren Wahl für den Nobelpreis, wurde letztlich aber nicht als Preisträgerin ausgewählt. Neben Bertha von Suttner, die 1905 gegenüber Peckover den Vorzug bekommen und damit den Friedensnobelpreis erhalten hatte, war Peckover die einzige Frau, die es während der 1900er in diese Shortlist für den Friedensnobelpreis schaffte. Christian Lous Lange, der 1905 als Mitglied des Nobelpreiskomitees ein Kurzporträt von Peckover für die Shortlist verfasste, würdigte ihre aus eigenen Mitteln finanzierte Arbeit, ihre Selbstlosigkeit und ihre Bescheidenheit. Bereits 1903 hatte Lange beim damals Peckover nominierenden William Evans Darby nach mehr Informationen gefragt, Darby hatte allerdings auf die allgemeine „Bekanntheit“ von Peckover und ihrer Arbeit verwiesen, die weitere Auskünfte überflüssig mache.

### Späte Jahre
Abgesehen davon tat sich Peckover auch als Aquarellistin hervor und unterstützte mit Schenkungen das Herbarium des Wisbech and Fenland Museum. Der Suffragettenbewegung gegenüber blieb sie zeit ihres Lebens neutral eingestellt, glaubte aber daran, dass Frauen auch ohne Wahlrecht gesellschaftlichen und politischen Einfluss haben würden. Tatsächlich warb sie explizit um weibliche Mitglieder für die WLPA und ermutigte Frauen, eine aktive Rolle in der Friedensbewegung einzunehmen. Selbst nie verheiratet, hatte sie ihr gesamtes Leben lang ihren Lebensmittelpunkt in Wisbech. Bis ins hohe Alter führte sie ihre Arbeit als Friedensaktivistin fort, bis zuletzt stand sie der WLPA als Präsidentin vor. Sie starb 1931 im Alter von 97 Jahren im Wisteria House in Wisbech. Die WLPA hatte zu diesem Zeitpunkt immer noch etwa 5.000 Mitglieder, löste sich aber wenig später selbst auf. Die Buchautorin Ingunn Norderval, die 2021 ein Buch über Frauen und der Friedensnobelpreis (Women and the Nobel Peace Prize im englischen Original) veröffentlichte, bewertete Peckovers Arbeit als einflussreich für die Ausbreitung der Friedensbewegung auch auf internationaler Ebene, wenngleich sie eine weniger prominente Rolle spielte als Bertha von Suttner. Riley Wade vom Wisbech and Fenland Museum bezeichnete Peckover in einem Porträt als „eine der einflussfeichsten Friedensaktivisten des 19. Jahrhunderts, [...] die dennoch [...] sehr wenigen bekannt“ sei.

## Auszeichnungen
- 1893: Ehrenmitglied der Unione Lombarda per la Pace e l'Arbitrariato[21]